# 12 فبراير
- السبت
- الأحد
- الاثنين
- الثلاثاء
- الأربعاء
- الخميس
- الجمعة

- 12 شعبان 1446  هـ
- 23 شعبان 1446  هـ
- 34 شعبان 1446  هـ
- 45 شعبان 1446  هـ
- 56 شعبان 1446  هـ
- 67 شعبان 1446  هـ
- 78 شعبان 1446  هـ
- 89 شعبان 1446  هـ
- 910 شعبان 1446  هـ
- 1011 شعبان 1446  هـ
- 1112 شعبان 1446  هـ
- 1213 شعبان 1446  هـ
- 1314 شعبان 1446  هـ
- 1415 شعبان 1446  هـ
- 1516 شعبان 1446  هـ
- 1617 شعبان 1446  هـ
- 1718 شعبان 1446  هـ
- 1819 شعبان 1446  هـ
- 1920 شعبان 1446  هـ
- 2021 شعبان 1446  هـ
- 2122 شعبان 1446  هـ
- 2223 شعبان 1446  هـ
- 2324 شعبان 1446  هـ
- 2425 شعبان 1446  هـ
- 2526 شعبان 1446  هـ
- 2627 شعبان 1446  هـ
- 2728 شعبان 1446  هـ
- 2829 شعبان 1446  هـ

12 فبراير أو 12 شُباط أو يوم 12 \ 2 (اليوم الثاني عشر من الشهر الثاني) هو اليوم الثالث والأربعون (43) من السنة وفقًا للتقويم الميلادي الغربي (الغريغوري). يبقى بعده 322 يومًا لانتهاء السنة، أو 323 يومًا في السنوات الكبيسة.

## أحداث
- 881 - البابا يوحنا الثامن يتوج ملك إيطاليا تشارلز البدين: الإمبراطور الروماني المقدس.
- 1429 - القوات الإنجليزية بقيادة السير جون فاستولف تصد هجوما من قبل القوات الفرنسية بقيادة الكونت دي كليرمونت و السير جون ستيوارت من دارنلي على قافلة إمدادات تحمل مؤن لقوات الجيش الإنجليزي التي كانت تحاصر مدينة أورليون الفرنسية فيما يعرف بمعركة الرنجة.
- 1502 -
  - الإسبان يبدأون بحملة لتنصير كل المسلمين في غرناطة بعد انهيار الدولة الإسلامية في الأندلس.
  - فاسكو دا غاما يبحر من لشبونة، البرتغال، في رحلته الثانية إلى الهند.
- 1541 - بيدرو دي فالديفيا يؤسس مدينة سانتياغو، عاصمة تشيلي.
- 1593 - الغزو الياباني لكوريا: نجح حوالي 3000 من المدافعين عن جوسون بقيادة الجنرال كوون يول في صد أكثر من 30000 جندي ياباني في حصار هاينغجو.
- 1934 - بدء الحرب الأهلية في النمسا.
- 1941 - القوات الألمانية تصل شمال أفريقيا في الحرب العالمية الثانية.
- 1949 - اغتيال مؤسس حركة الإخوان المسلمين الشيخ حسن البنا.
- 1953 - توقيع إتفاقية جلاء مصر من السودان.
- 1963 - الأرجنتين تطلب من إسبانيا تسليمها رئيسها الأسبق خوان بيرون لمحاكمته بتهم الفساد والقتل والتعذيب.
- 1970 - القوات الإسرائيلية تقصف مصنع في منطقة أبو زعبل المصرية بهدف تحطيم الروح المعنوية للمصريين.
- 2002 - بدء جلسات محاكمة الرئيس اليوغسلافي سلوبودان ميلوشيفيتش في مقر محكمة العدل الدولية في لاهاي بتهمة ارتكاب جرائم حرب.
- 2007 - الحكم على طه ياسين رمضان نائب الرئيس العراقي الأسبق صدام حسين بالإعدام وذلك بعد اتهامه بالقتل العمد.
- 2008 - اغتيال القيادي في حزب الله اللبناني عماد مغنية بواسطة سيارة مفخخة في دمشق.
- 2009 -
  - تصادم قمرين صناعيين في الفضاء على ارتفاع أكثر من 800 كلم في حادثة غير مسبوقة.
  - سقوط طائرة كولجان رحلة 3407 التي كان من المفترض أن تصل إلى مطار بوفالو نياجارا الدولي على منزل في نيويورك بعد حدوث خلل انهيار لمقدمة الطائرة مما أدى لمقتل جميع الركاب البالغ عددهم 49 راكباً إضافة إلى الشخص الموجود في المنزل.
- 2017 - الجمعية الاتحادية في ألمانيا، تنتخب وزير الخارجية السابق، فرانك فالتر شتاينماير، رئيساً للبلاد.
- 2019 - جُمهُوريَّة مقدونيا تُعلن عن تغيير اسمها رسميًّا لِيُصبح جُمهُوريَّة مقدونيا الشماليَّة بعد نزاعٍ دام سنواتٍ طويلةٍ بينها وبين اليونان مُنذُ تفكك يوغوسلاڤيا، حول أحقيَّة أيٌ من الدولتين في اعتماد تسمية مقدونيا.

## مواليد
- 1768 - الإمبراطور فرانسيس الثاني، إمبراطور الإمبراطورية الرومانية المقدسة.
- 1804 - هنريش لنز، عالم فيزياء ألماني.
- 1809 -
  - أبراهام لينكون، رئيس الولايات المتحدة السادس عشر.
  - تشارلز داروين، عالم إنجليزي في علم الحيوان.
- 1876 - ثوبتين غياتسو، الدالاي لاما الثالث عشر.
- 1905 - ماري منيب، ممثلة مصرية.
- 1918 - جوليان شفينجر، عالم فيزياء أمريكي حاصل على جائزة نوبل في الفيزياء عام 1965.
- 1926 - عمر الحريري، ممثل مصري.
- 1936 - الضيف أحمد، ممثل مصري.
- 1938 - آمال فريد، ممثلة مصرية.
- 1941 - أويمورا ناؤمي، رحالة ياباني.
- 1942 - إيهود باراك، سياسي وعسكري إسرائيلي.
- 1943 -
  - حسن أبو خمسين، فقيه جعفري وقاضي سعودي.
  - محمد حبيب الله الشنقيطي، فقيه مالكي موريتاني.
- 1944 - عبد الفضيل القوصي وزير أوقاف مصري أسبق.
- 1945 - مود آدامس، ممثلة سويدية.
- 1949 - جون بلانكينستاين، حكم كرة قدم هولندي.
- 1956 -
  - أد ميلكرت، سياسي ودبلوماسي هولندي.
  - محمد رضا الشخص، أكاديمي أدبي ولغوي وشاعر سعودي.
- 1960 - جعفر محمود آدم، عالم نيجيري.
- 1966 - حنان الطويل، ممثلة مصرية متحول جنسيا.
- 1968 -
  - جوش برولين، ممثل أمريكي.
  - شينا فيليبس، مغنية أمريكية.
- 1969 - هونغ ميونغ بو، لاعب كرة قدم كوري جنوبي.
- 1980 -
  - خوان كارلوس فيريرو، لاعب كرة مضرب إسباني.
  - كرستينا ريتشي، ممثلة أمريكية.
- 1981 - ساندي علي، ممثلة تونسية تعمل في مصر.
- 1992 - أرنو سوكيه، لاعب كرة قدم فرنسي.
- 1998 - محمد مرهون، لاعب كرة قدم بحريني.

## وفيات
- 1804 - إيمانويل كانت، فيلسوف ألماني.
- 1942 - إبراهام شتيرن، مؤسس منظمة شتيرن الصهيونية.
- 1949 - الشيخ حسن البنا، مؤسس حركة الإخوان المسلمين.
- 1959 - جورج أبيض، فنان مصري من أصل لبناني.
- 1975 - عبد اللطيف الكويتي، مغني كويتي.
- 1968 - حسين القديحي، فقيه ومحدث وشاعر وكاتب سعودي.
- 1986 - عزيزة هارون، شاعر سورية.
- 2008 - عماد مغنية، قيادي في حزب الله.
- 2011 - صالح الراجحي، رجل أعمال سعودي.
- 2013 - سطام بن عبد العزيز آل سعود، أمير منطقة الرياض.
- 2014 - سيد سيزر، ممثل كوميدي وكاتب وموسيقي أمريكي.
- 2018 - كمال الحديثي، شاعر وصحفي عراقي.

## أعياد ومناسبات
- عيد ميلاد أبراهام لينكون في الولايات المتحدة.
- يوم جورجيا في ولاية جورجيا الأمريكية.
- يوم داروين.
- يوم اليد الحمراء.

## وصلات خارجية
- وكالة الأنباء القطريَّة: حدث في مثل هذا اليوم.
- النيويورك تايمز: حدث في مثل هذا اليوم.
- BBC: حدث في مثل هذا اليوم.